# کیا سیمون
کیا سیمون (انگلیسی: Kyah Simon؛ زادهٔ ۲۵ ژوئن ۱۹۹۱) بازیکن فوتبال اهل استرالیا است.
از باشگاه‌هایی که در آن بازی کرده‌است می‌توان به بوستون بریکرز، باشگاه فوتبال وسترن سیدنی واندررز، باشگاه فوتبال سنترال کوئست مارینرز، و باشگاه فوتبال سیدنی اشاره کرد.
وی همچنین در تیم‌های ملی فوتبال Australia women's national under-20 soccer team و زنان استرالیا بازی کرده‌است.